# Philomedes trithrix
Philomedes trithrix is een mosselkreeftjessoort uit de familie van de Philomedidae. De wetenschappelijke naam van de soort is voor het eerst geldig gepubliceerd in 1971 door Kornicker.